# Street Songs (Rick James)
Street Songs è il quinto album del musicista statunitense Rick James, pubblicato il 7 aprile 1981 e distribuito da Gordy e Motown Records a livello mondiale.
Dal 6 giugno al 23 ottobre 1981 resta ininterrottamente al primo posto nella classifica statunitense degli album R&B per venti settimane consecutive. Il disco ottiene un plauso universale da parte della critica: Robert Christgau lo valuta con un «A-», mentre per Allmusic l'album ottiene il massimo punteggio di cinque stelle. Il 7 luglio del 1981 è certificato disco di platino dalla RIAA per il milione di unità vendute.
| Recensione       | Giudizio |
| ---------------- | -------- |
| AllMusic         | [ 3 ]    |
| Robert Christgau | A-       |

## Tracce
Testi e musiche sono di Rick James eccetto dove indicato.
Lato A
1. Give It To Me Baby – 4:07
2. Ghetto Life – 4:20
3. Make Love to Me – 4:48
4. Mr. Policeman – 4:17

Lato B
1. Super Freak – 3:25 (Alonzo Miller, Rick James)
2. Fire and Desire – 7:19
3. Call Me Up – 3:54
4. Below The Funk – 2:36

## Classifiche
| Classifica (1981) | Posizione massima |
| ----------------- | ----------------- |
| Paesi Bassi       | 19                |
| Nuova Zelanda     | 13                |
| Stati Uniti       | 3                 |
| US Black Albums   | 1                 |